# Kitáb-i-Aqdas

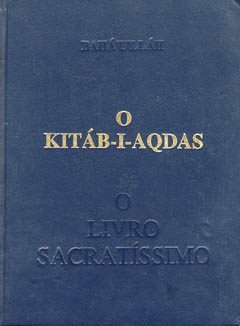
Edición brasileña del Kitáb-i-Aqdas.

El Kitáb-i-Aqdas (o Aqdas), que en árabe significa El libro más sagrado, fue escrito por Bahá'u'lláh en Haifa en 1872, mientras se encontraba prisionero del Imperio otomano.
Es considerado por los bahaíes como el principal libro de las enseñanzas de su religión, aunque no es un simple libro de leyes, sino que posee también conceptos éticos. El Kitáb-i-Aqdas también discute el establecimiento de las instituciones administrativas de la religión bahaí, así como sus prácticas religiosas, recomendaciones personales y sociales, exhortaciones éticas, principios sociales, diversas leyes, obligaciones y profecías.

## Implementación gradual
Bahá'u'lláh estableció que la observancia de las leyes que prescribió debe estar sujeta a "tacto y sabiduría", y que no deben causar "disturbios ni disensión". Bahá'u'lláh previó la aplicación progresiva de sus leyes; por ejemplo, algunas leyes bahaíes solo son aplicables en Oriente Medio, tales como el límite del periodo de noviazgo, mientras que cualquier bahaí podrá poner en práctica las leyes si decide hacerlo. Shoghi Effendi también estableció que algunas otras leyes, como las leyes para los criminales, que dependen de la existencia de una sociedad predominantemente bahaí, serían solo aplicables en una eventual sociedad bahaí. También indicó que si las leyes entraban en conflicto con las leyes del país donde vive el fiel bahaí, no se pueden practicar. Además, algunas leyes bahaíes no son aplicables al tiempo presente y su aplicación depende tan solo de la decisión de la Casa Universal de Justicia.

## Forma y estilo
El texto del Kitáb-i-Aqdas consiste en varios centenares de versículos, agrupados en 189 párrafos numerados en la traducción inglesa. El estilo combina elementos de poesía y de prosa rimada (saŷ') y el texto contiene recursos literarios como la aliteración, la asonancia, la repetición, la onomatopeya, la yuxtaposición y la antítesis, metáforas, alternancia de personas y personificación. Muchos de estos pueden ser reproducidos de forma parcial en las traducciones.

## Traducciones
El Kitáb-i-Aqdas fue escrito en 1873. Sobre 1900 fue traducido por Anton Haddad. Dicha traducción circuló por la comunidad bahaí de Estados Unidos. En 1961, el misionero cristiano Earl E. Elder hizo una traducción literal. En 1973, con la ocasión del centenario de la revelación del Kitáb-i-Aqdas, la Casa Universal de Justicia publicó una Sinopsis y Codificación del texto, a la que se le añadió 21 pasajes del Aqdas que habían sido traducidos por Shoghi Effendi. Sólo en 1992 se publicó una traducción completa oficial, que incluye algunos suplementos como Preguntas y Respuestas así como notas. Esta traducción se utiliza para las traducciones a otras lenguas. Actualmente, el Libro Más Sagrado está disponible en más de 30 lenguas, entre ellas el albanés, español, húngaro, hebreo u oriya. Además, se está traduciendo al idioma esperanto.[cita requerida]

## Índice
El Kitáb-i-Aqdas está suplementado por:
- "Preguntas y Respuestas", que consiste en 107 preguntas hechas a Bahá'ú'lláh por Zaynu'l-Muqarrabin con respecto a la aplicación de las leyes y de las respuestas de Bahá'u'lláh para aquellas preguntas.
- "Algunos Textos Suplementarios Revelados por Bahá'u'lláh"
- "Sinopsis y Codificación de las Leyes y Mandamientos", preparados por Shoghi Effendi.
- Notas explicativas preparadas por la Casa Universal de Justicia

El libro fue dividido en seis temas principales en la "Sinopsis y Codificación" de Shoghi Effendi:
1. El nombramiento de `Abdu'l-Bahá como el sucesor de Bahá'u'lláh e intérprete de sus enseñanzas.
2. Anuncio de la Institución de Guardianía.
3. La Institución de la Casa de Justicia.
4. Leyes, mandamientos y exhortaciones.
5. Amonestaciones, reprensiones y advertencias específicas
6. Asuntos diversos

Más tarde, las leyes fueron divididas en cuatro categorías:
A. Oración
B. Ayuno
C. Leyes de carácter personal
D. Leyes, Mandamientos y Exhortaciones Diversas

## Leyes del Kitáb-i-Aqdas
Algunas leyes y enseñanzas del Kitab-i-Aqdas, de acuerdo con las enseñanzas bahaíes, no se aplican en la actualidad sino que su aplicación depende de la decisión de la Casa Universal de Justicia.

### Oración
Los bahaíes de entre 15 y 70 años realizan una oración obligatoria diaria, y pueden escoger diariamente entre tres de ellas, que son acompañadas de rituales específicos, y precedidas de abluciones. Durante la oración obligatoria los bahaíes miran hacia su Qiblih, que es el Santuario de Bahá'ú'lláh en Acre. Las personas están exentas de las oraciones obligatorias cuando se encuentran enfermas, en peligro o las mujeres cuando tienen el periodo.
La oración congregacional está prohibida, con excepción de las Oraciones a los Muertos.

### Ayuno
El ayuno bahaí se realiza desde el amanecer hasta la puesta del sol en el mes bahaí de `Alá' desde el 2 de marzo hasta el 20 de marzo. Durante este tiempo los bahaíes de buena salud entre los 15 y los 70 años se abstienen de comer y beber. Las exención del ayuno es para las personas que están viajando, enfermas, embarazadas, alimentando al bebé, menstruando o realizando trabajos pesados. Declarar ayuno fuera del periodo de ayuno está permitido y es aconsejado cuando se hace en beneficio de la humanidad.

### Leyes de Carácter Personal

#### Matrimonio y divorcio
En el Kitáb-i-Aqdas el matrimonio está fuertemente recomendado, pero no es obligatorio. De acuerdo con las enseñanzas bahaíes, la sexualidad se tiene como natural y es una extensión del matrimonio. Sin embargo, las relaciones sexuales sólo están permitidas entre hombres y mujeres casados. Esto implica la prohibición del matrimonio homosexual o la poligamia o cualquier relación sexual fuera del matrimonio.
Los bahaíes se pueden casar al llegar a la edad de madurez (fijada en los 15 años), aunque las leyes civiles de cada país se deben obedecer. Es necesario el consentimiento de los padres biológicos de ambos prometidos para que se casen. Para que se realice el casamiento, es preciso que se pague una dote (del novio a la novia) de 19 mithqáls de oro puro, o el mismo valor se fija para los habitantes de las aldeas, pero en plata. El casamiento interreligioso está permitido y es incentivado.
El divorcio está permitido, aunque desaconsejado, es concedido después de un año de separación, si la pareja fuera incapaz de reconciliarse.

#### Herencia
En el Kitáb-i-Aqdas se menciona que todos los bahaíes deben escribir un testamento. Las otras leyes del Kitab-i-Aqdas se aplican en caso de que el individuo muera sin dejar testamento. El sistema de herencia prevé la distribución de la propiedad del difunto en siete categorías de herederos: hijos, esposo, padre, madre, hermanos, hermanas y profesores con las categorías más elevadas obtienen una parte mayor. En los casos en los que alguna de las categorías no exista, la parte se divide entre los hijos y la Asamblea Espiritual Local.

### Otros
Para más información, véase Leyes bahá'ís.